# Prodasineura collaris
Prodasineura collaris – gatunek ważki z rodziny pióronogowatych (Platycnemididae). Występuje w Azji Południowo-Wschodniej – stwierdzony w Tajlandii, południowej Mjanmie, Malezji, Singapurze i Indonezji.